# Baltic Cup 1936
Der Baltic Cup 1936 war die 8. Austragung des Turniers der Baltischen Länder. Das Turnier für Fußballnationalteams fand zwischen dem 29. und 31. August 1936 in Lettland statt. Ausgetragen wurden die Spiele im Jaunekju Kristīgā Savienība Stadions in Riga. Die Lettische Fußballnationalmannschaft gewann den Titel und stellte mit Alberts Šeibelis den besten Torschützen des Turniers. Der schwedische Schiedsrichter Rudolf Eklöw leitete wie im Jahr 1935 die drei Länderspiele.

## Gesamtübersicht
Tabelle nach Zwei-Punkte-Regel.
| Pl. | Land     | Sp. | S | U | N | Tore    | Diff. | Punkte |
| --- | -------- | --- | - | - | - | ------- | ----- | ------ |
| 1.  | Lettland | 2   | 2 | 0 | 0 | 004:200 | +2    | 04     |
| 2.  | Estland  | 2   | 1 | 0 | 1 | 003:300 | ±0    | 02     |
| 3.  | Litauen  | 2   | 0 | 0 | 2 | 002:400 | −2    | 0      |

|                         |   |         |     |
| 29. August 1936 in Riga |   |         |     |
| Lettland                | – | Litauen | 2:1 |
| 30. August 1936 in Riga |   |         |     |
| Estland                 | – | Litauen | 2:1 |
| 31. August 1936 in Riga |   |         |     |
| Lettland                | – | Estland | 2:1 |

## Lettland gegen Litauen
| Lettland                                                       | Lettland | Litauen | Litauen |
| -------------------------------------------------------------- | --- | --- | ------- |
| Lettland                                                       | \| 29. August 1936 in Riga (Jaunekju Kristīgā Savienība Stadions) \| \| Ergebnis: 2:1 (0:1) \| \| Zuschauer: 7.000 \| \| Schiedsrichter: Rudolf Eklöw ( Schweden) \| \| Spielbericht \|                                                    | \| 29. August 1936 in Riga (Jaunekju Kristīgā Savienība Stadions) \| \| Ergebnis: 2:1 (0:1) \| \| Zuschauer: 7.000 \| \| Schiedsrichter: Rudolf Eklöw ( Schweden) \| \| Spielbericht \|                                                                    | Litauen |
| Lettland                                                       | Harijs Lazdiņš, Pēteris Lauks, Rūdolfs Slavišens, Nikolajs Levitanuss, Voldemārs Bērziņš, Jānis Lidmanis , Alfrēds Verners, Alberts Šeibelis, Iļja Vestermans, Ēriks Pētersons, Vaclavs Borduško Cheftrainer: Rudolf Stanzel ( Österreich) | Bronius Jankauskas, Antanas Tallat-Kelpša , Juozas Kymontas, Fridrichas Tepferis (46. Romualdas Nevinskas), Antanas Vilimavičius, Vladas Dzindziliauskas, Juozas Baliulevičius, Artūras Cenfeldas, Antanas Bulzgys, Voldemaras Jaškevičius, Juozas Gudelis | Litauen |
| Lettland                                                       | 1:1 Ilja Vestermans (75.) 2:1 Alberts Šeibelis (90.) | 0:1 Voldemaras Jaškevičius (27.) | Litauen |
| 29. August 1936 in Riga (Jaunekju Kristīgā Savienība Stadions) | | |         |
| Ergebnis: 2:1 (0:1)                                            | | |         |
| Zuschauer: 7.000                                               | | |         |
| Schiedsrichter: Rudolf Eklöw ( Schweden)                       | | |         |
| Spielbericht                                                   | | |         |

## Estland gegen Litauen
| Estland                                                        | Estland | Litauen | Litauen |
| -------------------------------------------------------------- | --- | --- | ------- |
| Estland                                                        | \| 30. August 1936 in Riga (Jaunekju Kristīgā Savienība Stadions) \| \| Ergebnis: 2:1 (1:0) \| \| Zuschauer: 2.000 \| \| Schiedsrichter: Rudolf Eklöw ( Schweden) \| \| Spielbericht \|       | \| 30. August 1936 in Riga (Jaunekju Kristīgā Savienība Stadions) \| \| Ergebnis: 2:1 (1:0) \| \| Zuschauer: 2.000 \| \| Schiedsrichter: Rudolf Eklöw ( Schweden) \| \| Spielbericht \|                                            | Litauen |
| Estland                                                        | Edmund Karp, Voldemar Peterson, Valter Neeris, Ferdinand Murr, Karl-Rudolf Sillak , Aleksander Valkenpert, Georg Siimenson, Heinrich Uukkivi, Richard Kuremaa, Arnold Laasner, Nikolai Kaubiš | Bronius Jankauskas, Antanas Tallat-Kelpša , Juozas Kymontas, Vladas Dzindziliauskas, Antanas Vilimavičius, Romualdas Nevinskas, Juozas Baliulevičius, Antanas Bulzgys, Zigmas Sabaliauskas, Voldemaras Jaškevičius, Juozas Gudelis | Litauen |
| Estland                                                        | 1:0 Georg Siimenson (24.) 2:0 Richard Kuremaa (61.) | 2:1 Juozas Gudelis (84.) | Litauen |
| 30. August 1936 in Riga (Jaunekju Kristīgā Savienība Stadions) | | |         |
| Ergebnis: 2:1 (1:0)                                            | | |         |
| Zuschauer: 2.000                                               | | |         |
| Schiedsrichter: Rudolf Eklöw ( Schweden)                       | | |         |
| Spielbericht                                                   | | |         |

## Lettland gegen Estland
| Lettland                                                       | Lettland | Estland | Estland |
| -------------------------------------------------------------- | --- | --- | ------- |
| Lettland                                                       | \| 31. August 1936 in Riga (Jaunekju Kristīgā Savienība Stadions) \| \| Ergebnis: 2:1 (2:0) \| \| Zuschauer: 10.000 \| \| Schiedsrichter: Rudolf Eklöw ( Schweden) \| \| Spielbericht \|                                                                             | \| 31. August 1936 in Riga (Jaunekju Kristīgā Savienība Stadions) \| \| Ergebnis: 2:1 (2:0) \| \| Zuschauer: 10.000 \| \| Schiedsrichter: Rudolf Eklöw ( Schweden) \| \| Spielbericht \|    | Estland |
| Lettland                                                       | Harijs Lazdiņš, Pēteris Lauks, Francis Makarskis, Nikolajs Levitanuss, Rūdolfs Slavišens (40. Aleksandrs Varakājs), Jānis Lidmanis , Alfrēds Verners, Iļja Vestermans, Alberts Šeibelis, Ēriks Pētersons, Vaclavs Borduško Cheftrainer: Rudolf Stanzel ( Österreich) | Evald Tipner , Voldemar Peterson, Valter Neeris, Ferdinand Murr, Karl-Rudolf Sillak, Aleksander Valkenpert, Georg Siimenson, Heinrich Uukkivi, Julius Kaljo, Arnold Laasner, Nikolai Kaubiš | Estland |
| Lettland                                                       | 1:0 Alberts Šeibelis (35.) 2:0 Jānis Lidmanis (41., Strafstoß) | 2:1 Julius Kaljo (73., Strafstoß) | Estland |
| 31. August 1936 in Riga (Jaunekju Kristīgā Savienība Stadions) | | |         |
| Ergebnis: 2:1 (2:0)                                            | | |         |
| Zuschauer: 10.000                                              | | |         |
| Schiedsrichter: Rudolf Eklöw ( Schweden)                       | | |         |
| Spielbericht                                                   | | |         |